# Principat de Bana
El principat de Bana fou un estat autònom kurd al costat del principat de Baban. Els seus sobirans s'anomenaven Ikhtiyar al-Din perquè van abraçar la religió musulmana de forma voluntària (ikhtiyar).